# Pedrógão (Torres Novas)
Pedrógão ist eine Gemeinde (Freguesia) im portugiesischen Kreis Torres Novas. In ihr leben 1757 Einwohner (Stand 19. April 2021).